# Сражение у мыса Ортегаль
Сражение у мыса Ортегаль (англ. Battle of Cape Ortegal, фр. Bataille du cap Ortegal) — морское сражение, состоявшееся 4 ноября 1805 года у северо-западного побережья испанской провинции Галисия между британской эскадрой капитана сэра Ричарда Стрэчена и французской эскадрой контр-адмирала Пьера Дюмануара.
Дюмануар командовал авангардом франко-испанского флота в  сражении при Трафальгаре, и ему удалось вывести корабли из боя, понеся относительно небольшие повреждения. Первоначально Дюмануар попытался войти в Средиземное море, но, боясь встретить там крупные британские силы, передумал и направился на север, чтобы обогнуть Испанию и достичь французских атлантических портов. Во время своего путешествия он наткнулся на британский фрегат и погнался за ним. Фрегат привел Дюмануара к британской эскадре капитана Стрэчена, который патрулировал этот район в поисках другой французской эскадры. Стрэчен сразу же бросился в погоню, а Дюмануар попытался сбежать от превосходящих сил противника. Эскадра Стрэчена потеряла некоторое время на перестроение, однако Стрэчен отправил в погоню быстроходные фрегаты для того, чтобы догнать и задержать французов, связав их боем до тех пор, пока не подойдут британские линейные корабли.
После нескольких часов ожесточённого сражения Стрэчен вынудил французские корабли сдаться. Все четыре захваченных корабля были отправлены в Великобританию в качестве призов и с новыми командами включены в Королевский флот. Стрэчен и его люди были щедро вознаграждены за эту победу, которая завершила разгром французского флота, начатый победой Нельсона при Трафальгаре.

## Предыстория

### Побег Дюмануара
Четыре французских линейных корабля, входившие в авангард объединённого франко-испанского флота под командованием контр-адмирала Пьера Дюмануара, избежали захвата во время Трафальгарского сражения и ушли на юг. Первоначально Дюмануар намеревался последовать плану Вильнёва и отправиться в Тулон. Но на следующий день после боя он передумал, вспомнив, что сильная английская эскадра контр-адмирала Томаса Луиса патрулировала Гибралтарский пролив. Поэтому Дюмануар отплыл на запад, чтобы, обогнув мыс Сан-Висенте, взять курс на северо-запад, а затем повернув на восток войти в Бискайский залив и достичь французского порта Рошфор. Его эскадра представляла собой всё ещё значительную силу, получив лишь незначительные повреждения при Трафальгаре. Спасаясь от преследования англичан, флагман Дюмануара «Formidable» был вынужден выбросить за борт двенадцать 12-фунтовых орудий квартердека чтобы облегчить корабль и получить возможность уйти, так что теперь на его борту вместо 80 пушек было только 68. Дюмануар обогнул мыс Сент-Винсент 29 октября и направился к Иль-д’Экс, войдя в Бискайский залив 2 ноября.

### Бейкер находит французов
В заливе в то время находились несколько британских эскадр и одиночных кораблей, которые занимались поиском французских судов. Дело в том, что Закари Аллеман, командующий эскадрой в Рошфоре, отплыл из порта в июле 1805 года и в настоящее время находился где-то в Атлантике, с целью нанести урон британской морской торговле. Одним из британских кораблей, посланных на поиски этой эскадры, был 36-пушечный «Phoenix», под командованием капитана Томаса Бейкера. Бейкер получил приказ патрулировать территорию к западу от архипелага Силли, но в конце октября он получил информацию от нескольких нейтральных торговцев, которые сообщили ему, что эскадра Аллемана была замечена в Бискайском заливе. Бейкер сразу же покинул свой район и двинулся на юг, достигнув широты мыса Финистерре 2 ноября, в то время как Дюмануар входил в залив. Бейкер обнаружил четыре корабля на северо-западе в 11 часов, и сразу же бросился в погоню. Корабли, которые Бейкер принял за часть эскадры Рошфора, но на самом деле являлись эскадрой Дюмануара, заметили фрегат, и в полдень начали преследовать «Phoenix», который бежал от них на юг. При этом Бейкер надеялся заманить французов к английской эскадре под командованием капитана Ричарда Стрэчена, которая, как ему было известно, находилась где-то в этом районе.
Бейкер держался впереди преследующей его французской эскадры, и в 3 часа дня он разглядел в южном направлении четыре паруса. Отряд Дюмануара также заметил их и прекратил погоню, в то время как Бейкер, больше не преследуемый, продолжил плавание на юго-восток, стреляя из пушек и всячески пытаясь привлечь внимание четырёх кораблей, которые, как он предполагал, были британской эскадрой. Эскадра Дюмануара в это время уже столкнулась с англичанами, встретив еще два фрегата, 38-пушечный «Boadicea» под командованием капитана Джона Мейтленда, и 36-пушечный «Dryad» под командованием капитана Адама Драммонда. «Boadicea» и «Dryad» увидели «Phoenix» и четыре паруса на юге в 20:45, и попытались просигналить им. Бейкер с подозрением отнесся к новым судам, оказавшимся между ним и французскими кораблями, и не решившись приблизиться к ним продолжил свой путь к парусам на юге. Когда капитаны «Boadicea» и «Dryad» заметили ещё три паруса в непосредственной близости, им стало ясно, что здесь собираются значительные силы. Они двинулись в сторону новых кораблей, и в конечном итоге оказались на расстоянии двух миль от идущего первым 80-пушечного «Caesar», но не получив ответа на свои сигналы свернули в сторону в 22:30, после чего они потеряли из виду обе эскадры и не приняли дальнейшего участия в битве.

## Стрэчен начинает погоню
В 11 часов вечера Бейкер наконец достиг британских кораблей, и проходя за кормой «Caesar» получил подтверждение, что эти корабли и в самом деле были эскадрой Стрэчена, как он и предполагал. Бейкер сообщил Стрэчену, что он обнаружил часть эскадры Рошфора с подветренной стороны, и Стрэчен сразу же решил начать преследование. Однако эскадра Стрэчена слишком растянулась, и потому он отправился в погоню лишь с частью эскадры, послав Бейкера поторопить отставшие корабли. Эскадра Стрэчена состояла из пяти линейных кораблей (80-пушечный «Caesar», 74-пушечные «Hero», «Courageux», «Namur» и «Bellona») и двух фрегатов (36-пушечный «Santa Margarita» и 32-пушечный «Aeolus»). Стрэчен начал погоню с «Caesar», «Hero», «Courageux» и «Aeolus», и преследовал французов, которые к настоящему времени подняв все паруса шли курсом на северо-запад, пока не потерял их в тумане в 1:30 ночи. Затем он уменьшил парусность и стал ждать остальную часть эскадры, которая присоединилась к нему на рассвете 3 ноября.
Погоня возобновилась, и в 9 часов утра французские корабли были вновь обнаружены, а в 11 утра с британских кораблей заметили отставших «Namur» и «Phoenix» которые спешили догнать эскадру. С ними был еще один фрегат, 38-пушечный «Révolutionnaire», под командованием капитана Генри Хофама, который наткнулся на погоню и решил присоединиться к ней. К этому времени французские корабли находились на расстоянии 14 миль от англичан, которые постепенно нагоняли их. Преследование продолжалось на протяжении всего дня, а затем и ночи, и к этому времени более быстрые «Santa Margarita» и «Phoenix» оказались далеко впереди основных британских сил. Еще один линейный корабль эскадры, «Bellona», не смог присоединиться к погоне и не принимал никакого участия в сражении.

## Сражение
Сражение началось в 5:45 утра 4 ноября, когда «Santa Margarita» подошла достаточно близко к корме последнего французского судна, «Scipion», и открыла огонь. В 9:30 к ней присоединился «Phoenix», и два фрегата стали обстреливать «Scipion», при этом стараясь уворачиваться от его ответных залпов. Стрэчен был примерно в шести милях позади французов с «Caesar», «Hero» и «Courageux» в сопровождении «Aeolus», в то время как «Namur» и «Révolutionnaire» заметно отстали. В 11:45, когда стало очевидно, что сражения не избежать, Дюмануар приказал своим кораблям сформировать линию на правом галсе. Стрэчен также выстроил свои корабли в линию с наветренной стороны от французских судов.
Примерно в 12:15 «Caesar» открыл огонь из орудий левого борта по «Formidable», а через пару минут «Hero» и «Courageux» разрядили свои пушки в «Mont-Blanc» и «Scipion». Три французских корабля открыли ответный огонь, и последовала ожесточённая перестрелка. В это время «Namur» был примерно в 10 милях от места боя, прилагая все усилия, чтобы как можно скорее прийти на помощь своим товарищам. В 12:50 «Caesar» поднял сигнал вступить в ближний бой. В 12:55 «Duguay-Trouin» привёлся к ветру с намерением обстрелять нос «Caesar», но тот вовремя уклонился и смог избежать залпа. При этом, совершая поворот на левый галс, «Duguay-Trouin» сам получил два сокрушительных залпа: один от «Caesar», а второй, ещё более разрушительный, от «Hero».
Последовав примеру «Duguay-Trouin», остальные французские корабли тоже совершили поворот на левый галс, при этом идущий вторым «Formidable», такелаж которого был серьёзно повреждён огнём «Caesar», не мог повернуть достаточно быстро и потому стал третьим. Теперь французские корабли шли в следующем порядке: «Duguay-Trouin», «Mont-Blanc», «Formidable» и «Scipion». В 13:20 «Caesar», такелаж которого тоже заметно пострадал, не смог совершить поворот, но «Hero» и «Courageux» удалось повернуть на левый галс и устремиться в погоню. В 13:40 «Caesar», наконец, смог также начать преследование, и Стрэчен приказал «Namur», который находился с наветра впереди французской эскадры, атаковать авангард противника.
Около 2 часов дня «Hero» догнал замыкающий французский корабль «Scipion» и разрядил в него орудия правого борта. В результате обстрела «Scipion» потерял свою грот-стеньгу, которая упала за борт с подветренной стороны. После этого «Scipion» был вынужден вступить в бой с «Courageux», который подошел к нему с наветренной стороны, и с «Phoenix» и «Revolutionnaire» (который только что присоединился к эскадре), оказавшимися под ветром. «Hero» же в это время начал преследовать «Formidable», и стал постепенно нагонять его, пока не оказался у носовой части его левого борта. Примерно в 14:45 к «Hero» присоединился «Namur», который вступил в бой с «Formidable». «Hero» затем поставил все паруса и устремился вперед, чтобы сблизиться с «Mont-Blanc», который вместе с «Duguay-Trouin» изредка обстреливали британский корабль во время боя с «Formidable».
В 3 часа дня, лишившись бизань-мачты и получив повреждения двух остальных, и наблюдая приближение «Caesar», который к этому времени смог частично починить поврежденный такелаж, «Formidable» спустил флаг и сдался «Namur», чей грота-рей был переломан на две части огнём французского 80-пушечного корабля, и потому он не смог оказать помощь в дальнейшем сражении. В 15:10 «Duguay-Trouin» и «Mont-Blanc» попытались привестись к ветру, чтобы сформировать новую линию впереди «Scipion», но тот, под объединённым огнём «Courageux» и фрегатов лишившись грот- и бизань-мачты, спустил флаг и сдался «Phoenix» и «Révolutionnaire».
Видя что случилось с «Scipion» и «Formidable», «Duguay-Trouin» и «Mont-Blanc» попытались сбежать, но вскоре они были настигнуты «Hero» и «Caesar». После 20-минутной перестрелки, получив серьёзные повреждения от залпов тяжёлых орудий британского 80-пушечного корабля, два французских 74-пушечника оказались в беспомощном состоянии, и видя, что ещё и «Courageux» готов открыть огонь, спустили флаги и сдались, «Duguay-Trouin» сдался «Hero», а «Mont-Blanc» «Caesar». Это произошло примерно в 15:35, и к этому моменту эскадры находились в положении, показанном на рисунке.

## Последствия
Победа Стрэчена завершила разгром французского флота, начатый Нельсоном при Трафальгаре. Не считая четырёх кораблей, захваченных у мыса Ортегаль, от французской части объединённого флота осталось только пять кораблей, и все они были заблокированы в Кадисе. Все четыре захваченных приза были впоследствии доставлены в Великобританию и включены в состав Королевского флота, а их экипажи переданы в лагеря для пленных. Один из захваченных кораблей, бывший «Duguay-Trouin», служил у англичан в течение следующих 144 лет под названием HMS «Implacable». Британские экипажи, которые сражались у мыса Ортегаль, были включены в списки награждённых за победу при Трафальгаре. Капитан сэр Ричард Стрэчен был произведён в чин контр-адмирала синей эскадры, а все первые лейтенанты были повышены в звании до командора. Кроме того, Стрэчен был награждён орденом Бани, а его капитаны получили золотые медали за Трафальгарскую кампанию.
Дюмануару повезло куда меньше, чем его противнику. Он и другие французские офицеры были расквартированы в Тивертоне, где им дали значительную свободу. В то время он написал письмо в The Times в знак протеста против нелестных замечаний, высказанных о его поведении при Трафальгаре. Он был освобождён из плена в 1809 году и вернулся во Францию, где он столкнулся с не одним, а сразу с двумя судебными разбирательствами: одним за его поведение при Трафальгаре, а другим за его поражение у мыса Ортегаль. В первом случае он был обвинён в неподчинении приказам Вильнёва, в том, что не оказал помощь адмиралу, и в том, что покинул место боя вместо того, чтобы бороться дальше. После рассмотрения всех показаний Дюмануар был оправдан по всем пунктам обвинения. По второму разбирательству следственной комиссии Дюмануар был обвинён в том, что не сумел атаковать эскадру Стрэчена, пока она была дезорганизована утром 4 ноября, и в том, что позволил британским фрегатам атаковать свой тыл, не пытаясь вступить с ними в бой. Суд пришел к выводу, что он был слишком нерешителен. Неудовлетворенный вынесенным решением, Дюмануар потребовал разбирательства своего дела в военно-полевом суде. Вынести приговор было поручено морскому министру Дени Декресу в январе 1810 года, но Декрес долго колебался в принятии решения. Наполеон потребовал, чтобы приговор Дюмануару был максимально суровым и послужил примером для остальных, но Декрес попытался защитить Дюмануара, а потому, когда он, наконец, созвал военно-полевой суд по настоянию Наполеона, его формулировки были очень расплывчаты, так что, в конечном итоге, суд оправдал Дюмануара и уцелевших капитанов.

## Силы сторон

### Эскадра Стрэчена
| Великобритания                                   | Caesar          | 3 ранг | 80 | капитан Ричард Стрэчен    | 4  | 25 | 29 | Захватил Mont-Blanc                          |
| Великобритания                                   | Hero            | 3 ранг | 74 | капитан Алан Хайд Гарднер | 10 | 51 | 61 | Захватил Duguay-Trouin                       |
| Великобритания                                   | Courageux       | 3 ранг | 74 | капитан Ричард Ли         | 1  | 13 | 14 |                                              |
| Великобритания                                   | Namur           | 3 ранг | 74 | капитан Лоуренс Хальстед  | 4  | 8  | 12 | Захватил Formidable                          |
| Великобритания                                   | Santa Margarita | 5 ранг | 36 | капитан Уилсон Рэтбоун    | 1  | 1  | 2  |                                              |
| Великобритания                                   | Aeolus          | 5 ранг | 32 | капитан Уильям Фицрой     | 0  | 3  | 3  |                                              |
| Великобритания                                   | Phoenix         | 5 ранг | 36 | капитан Томас Бейкер      | 2  | 4  | 6  | Совместно с Révolutionnaire захватил Scipion |
| Великобритания                                   | Révolutionnaire | 5 ранг | 38 | капитан Генри Хофам       | 2  | 6  | 8  |                                              |
| Общие потери: 24 убитых, 111 раненых, 135 всего. |                 |        |    |                           |    |    |    |                                              |

### Эскадра Дюмануара
| Франция                            | Formidable    | 3 ранг | 80 | контр-адмирал Пьер Дюмануар | 200 убитых и раненых | Захвачен, принят в состав флота как HMS Brave      |
| Франция                            | Scipion       | 3 ранг | 74 | капитан Шарль Берранже      | 200 убитых и раненых | Захвачен, принят в состав флота как HMS Scipion    |
| Франция                            | Duguay-Trouin | 3 ранг | 74 | капитан Клод Тюффе          | 150 убитых и раненых | Захвачен, принят в состав флота как HMS Implacable |
| Франция                            | Mont Blanc    | 3 ранг | 74 | капитан Гийом де Лявильгрис | 180 убитых и раненых | Захвачен, принят в состав флота как HMS Mont Blanc |
| Общие потери: 730 убитых и раненых |               |        |    |                             |                      |                                                    |